# François de La Rochefoucauld (cardeal)
François de La Rochefoucauld (Paris, 8 de dezembro de 1558 - Paris, 14 de fevereiro de 1645) foi um cardeal do século XVII

## Biografia
Nasceu em Paris em 8 de dezembro de 1558. Segundo dos quatro filhos de Charles de la Rochefoucald, conde de Randan, e Fulvie Pico della Mirandola. Batizado logo após seu nascimento na paróquia de Saint-André-des-Arts, Paris. Seu pai morreu quando ele tinha três anos; após sua morte, a família voltou para a casa da rainha Catarina de Médici da França. Ele e seu irmão Alexandre foram destinados a carreiras eclesiásticas desde muito jovens. Sobrinho de Jean de La Rochefoucald, abade de Marmoutier.
Estudou no Collége de Marmotier , em Paris, sob a tutela do tio e de Jean Courtier; no Jesuit Collége de Clermont , Paris, também sob a tutela deste último, 1572-1579..
Vigário geral do cardeal Louis de Lorraine de Guise na abadia de Tournus, 1569. Recebeu a tonsura clerical em 23 de setembro de 1570, Paris. Abade commendatario do mosteiro beneditino de Tournus, diocese de Châlons-sur-Saône, 1572. Mestre na capela do rei, 1579. Viajou para Roma, Bolonha e outras cidades italianas para estudar e visitar suas bibliotecas, 1579-1580..
Eleito bispo de Clermont-Ferrand, com dispensa por ainda não ter atingido a idade canônica, não ter recebido as sagradas ordens e não ter obtido o doutorado, em 29 de julho de 1585. Recebeu as ordens menores, em 18 de setembro de 1585; subdiaconato, 20 de setembro de 1585; diaconato, 27 de setembro de 1585; presbiterado, 27 de setembro de 1585. Consagrada, 6 de outubro de 1585, igreja de Sainte-Catherine, Paris, por Girolamo Ragazzoni, bispo de Bérgamo, núncio na França, auxiliado por Nicolas Fumeé, bispo de Beauvais, e por Antoine de Couppe, bispo de Sisteron. Abade de Saint-Mesmin, perto de Orléans, de 1604..
Criado cardeal sacerdote no consistório de 10 de dezembro de 1607; recebeu o chapéu vermelho em 10 de janeiro de 1610; e o título de S. Callisto, 1º de fevereiro de 1610. Vice-protetor da França perante a Santa Sé, durante a ausência na França do cardeal François de Joyeuse, de outubro de 1609 a maio de 1611. Transferido para a sé de Senlis, em 15 de fevereiro de 1610. Grande esmola da França, setembro de 1618 até 6 de fevereiro de 1632. Diretor do Collége de Navarre , Paris, 10 de setembro de 1618. Comandante da Ordem de Saint-Ésprit de 1618. Abade de Sainte-Geneviève, 1619 a 2 de fevereiro de 1644 . Não participou do conclave de 1621, que elegeu o Papa Gregório XV. Comissário papal para a reforma das antigas ordens religiosas na França, 8 de abril de 1622. Renunciou ao governo da diocese de Senlis antes de 19 de setembro de 1622. Presidente do Conselho Real, de setembro de 1622 até 1624, quando foi substituído pelo cardeal Richelieu. Não participou do conclave de 1623, que elegeu o Papa Urbano VIII. Em 1635, pediu permissão ao papa para renunciar ao cardinalato e entrar na Companhia de Jesus e terminar sua vida como um simples membro da ordem. Não participou do conclave de 1644, que elegeu o Papa Inocêncio X..
Morreu em Paris em 14 de fevereiro de 1645, abadia de Ste. Geneviève. Enterrado na capela de Saint Jean-Baptiste, naquela abadia. Seu coração foi depositado na igreja do colégio jesuíta onde estudou..